# 海滨山黧豆
海滨山黧豆（学名：Lathyrus japonicus）为豆科山黧豆属下的一个种。